# کوه کینو
کوه کِینو بختیاری با ارتفاع ۳۷۴۵متر از سطح دریا، بلندترین رشته کوه استان خوزستان و یکی از کوه های مهم ولایت تاریخی بختیاری است که در شهرستان اندیکا قرار دارد. این کوه از ارتفاعات زاگرس است که در مرز این استان با استان چهارمحال و بختیاری قرار دارد. دریاچهٔ تِمی نیز که از آب برف پر می‌شود در پای همین رشته کوه قرار دارد. این کوه از برف گیر ترین قلل زاگرس مرکزی بوده که با وجود نزدیکی به دشت گرم خوزستان دارای یخچال ها و برفچال های دایمی است.